# RBC 로센달
RBC(네덜란드어: Roosendaalse Boys Combinatie)는 1912년 7월 31일에 창단된 네덜란드 로센달의 축구 클럽으로, 현재 네덜란드 7부 리그인 트베이더 클라서에서 활동하고 있다.
RBC는 2000년에 처음으로 1부 리그인 에레디비시에 진출하였다. 첫 시즌이 끝나고 강등되었고 다음 시즌에 곧바로 승격하며 2006년에 에이르스터 디비시로 강등될 때까지 1부 리그에서 활약했다.
그러다 2011년 6월 8일에 160만 유로의 채무를 변제하지 못하며 파산했고, 자동으로 KNVB로부터 프로 자격을 박탈당하며 에이르스터 디비시에서도 퇴출되었다. 이에 경영진은 급하게 15일까지 등록 마감기한이었던 4부 아마추어 리그 호프드클라서에 등록을 준비했으나 14일에 리그에 참가하지 않을 것이라고 발표했다. 9월 21일에 RBC는 2012-13 시즌부터 9부 리그였던 페이프더 클라서에 참가한다고 발표하며 다시 리그에 참가하게 되었다.

## 성적
- KNVB 컵 준우승

우승 (1): 1986
- 트베이더 디비시 우승

우승 (1): 1957